# Scheldeplein
Het Scheldeplein is een stadsplein te Amsterdam-Zuid, vernoemd naar de door Frankrijk en Vlaanderen stromende rivier de Schelde, die uitkomt in de zeearm de Westerschelde. Het plein kreeg zijn naam in 1927 en ligt in de Rivierenbuurt in het verlengde van de Scheldestraat en grenst aan de zuidzijde aan het Europaplein. Onder het Scheldeplein is ten behoeve van de bouw van de Noord/Zuidlijn de startschacht gebouwd voor de tunnelboormachines die in 2011 van hieruit in noordelijke richting boorden. Tevens bevindt zich op het plein een nooduitgang van de metro, verwerkt als een luik in de bestrating. Blikvanger aan het plein is Scheldeplein 1-5, een voormalige garage, maar in Amsterdam en omstreken bekend vanwege de bowlingbanen.

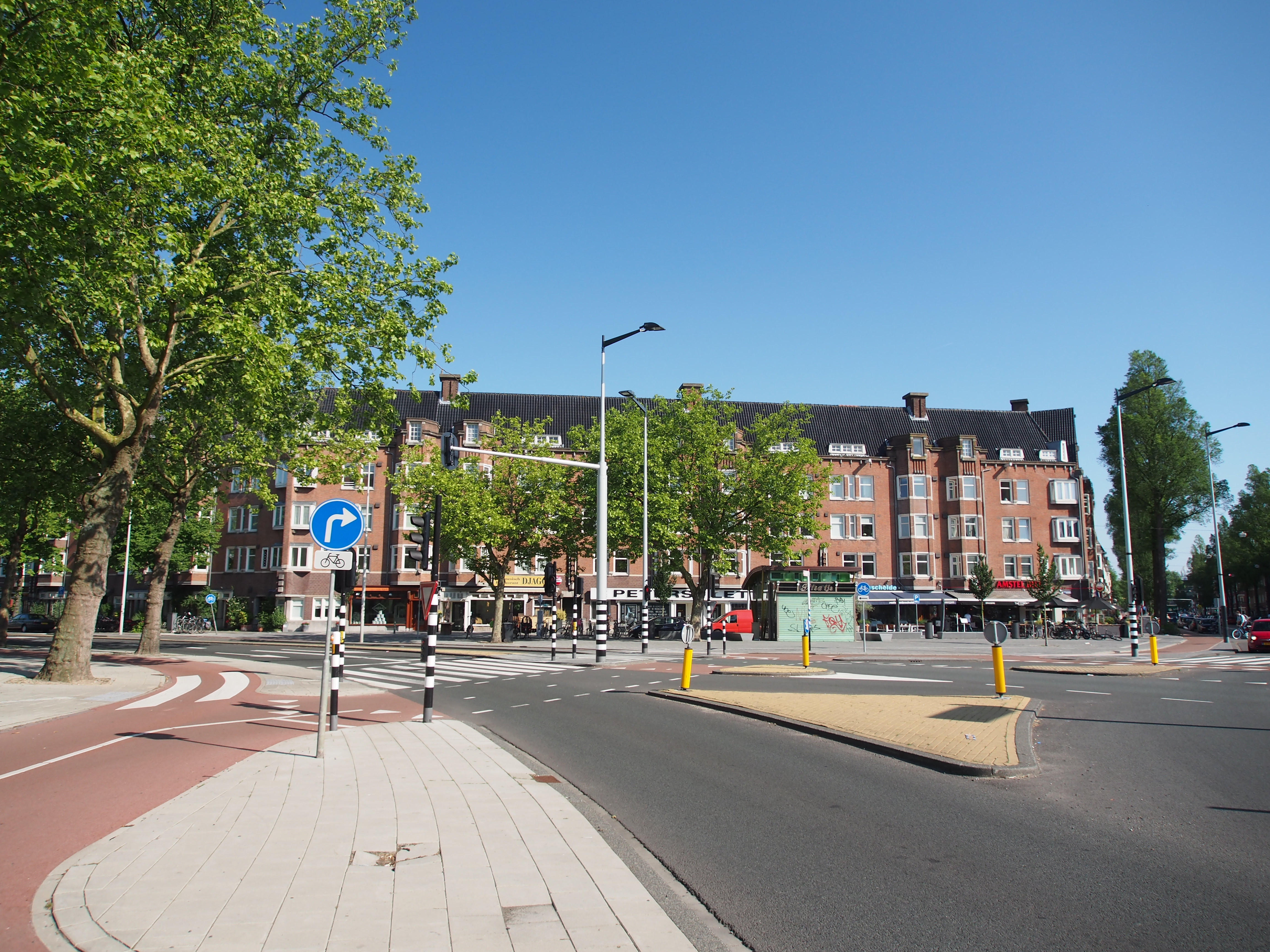
Kruising Europaplein Scheldeplein
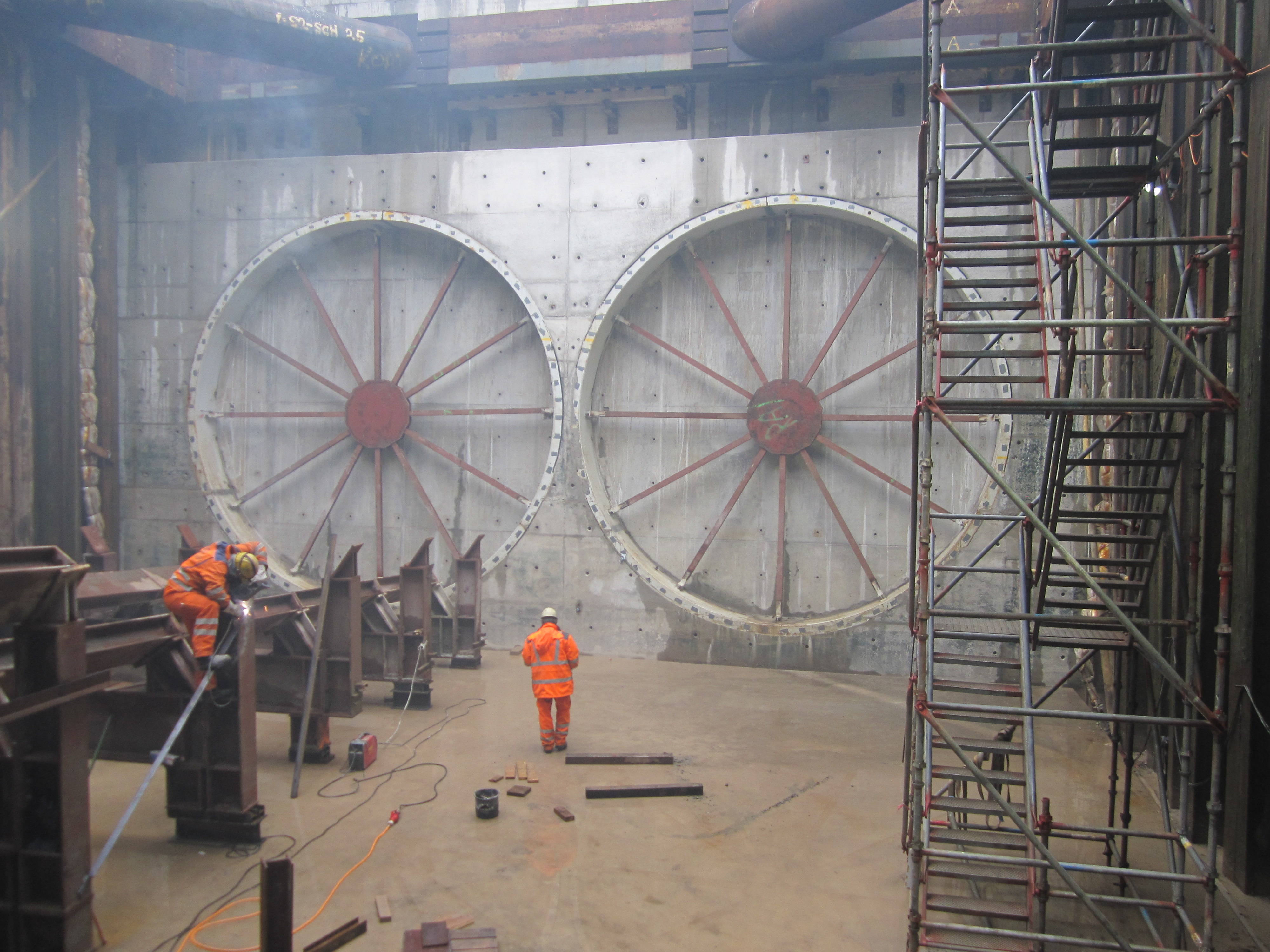
Startschacht van de metroboor in bouwkuip Scheldeplein, 2011